# Henri Pinta
Henri Pinta (Marsella, 15 de juny de 1856 - París, 1944) fou un pintor francès.
Es dedicà especialment al gènere històric i fou deixeble d'Alexandre Cabanel i Louis Nöel, havent aconseguit el 1884 el gran premi Prix de Rome pel seu llenç El jurament de Brutus després de la mort de Lucrècia. Es distingí com a colorista, i entre les seves obres cal mencionar: Santa Marta, Comiat de Sant Pere i Sant Pau (Museu de Marsella), Et Homo factus est (en l'Institut del Museu de Caen), un Sopar, que pintà pel Monestir de Lerins, etc.
A més, executà, grans mosaics per la Basílica del Sacré Cœur, a Montmartre, en els quals representà a Sant Lluís administrant justícia, a Joana d'Arc i a Santa Margarida Maria Alacoque.